# خیابان شافتسبوری

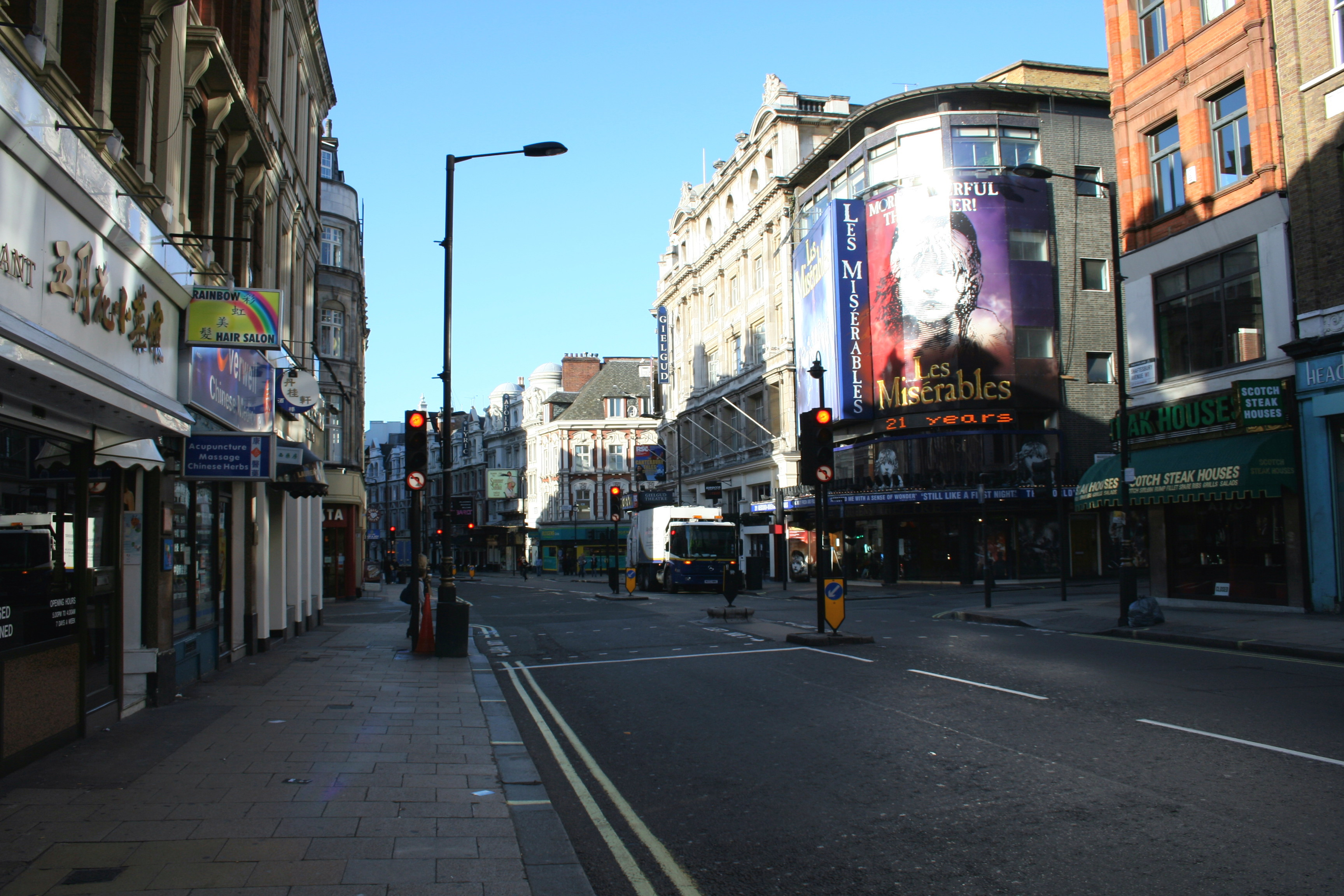
خیابان شافتسبوری

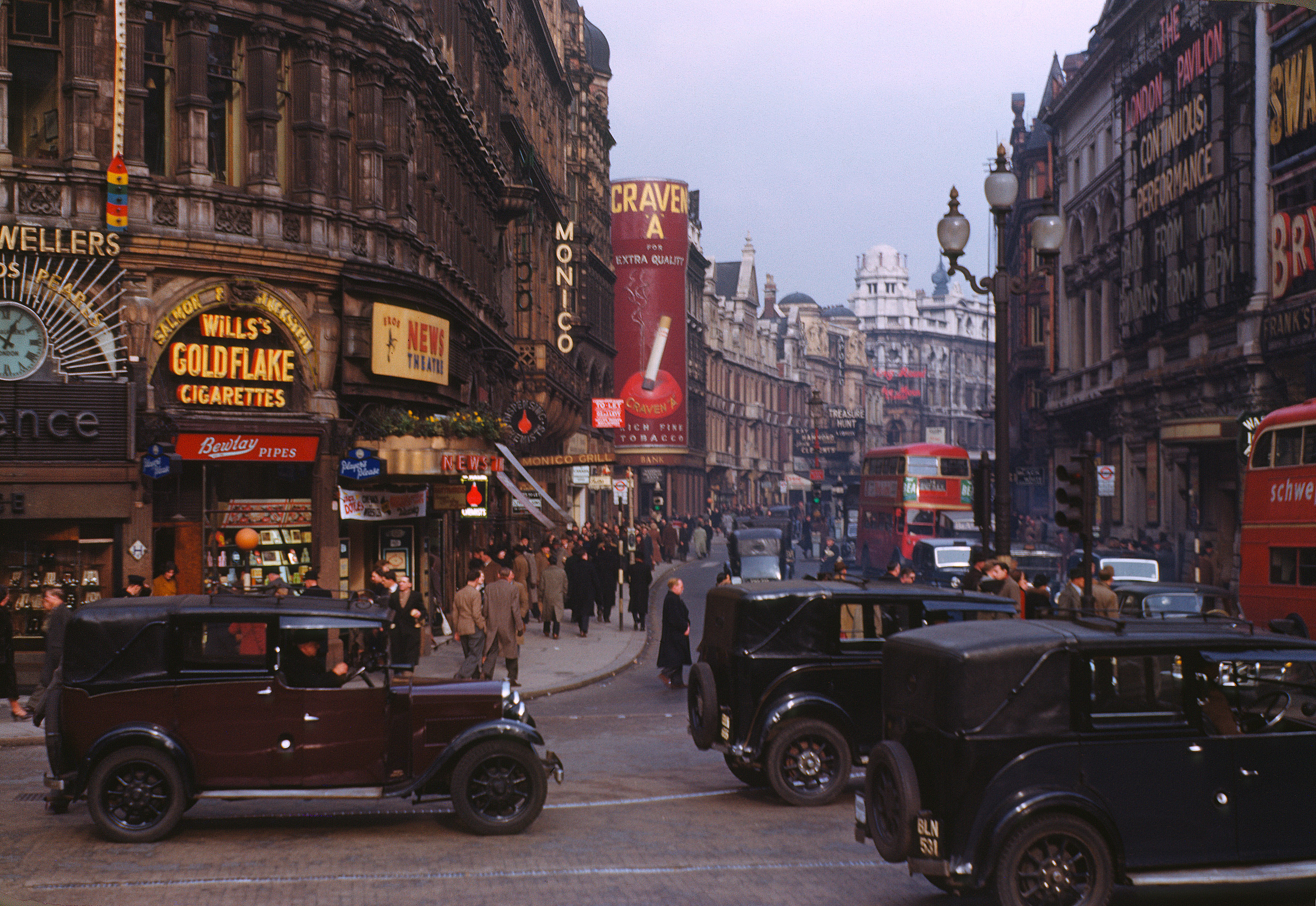
خیابان شافتسبوری از تقاطع پیکدیلی سیرکوس در ۱۹۴۹

خیابان شافتسبوری (انگلیسی: Shaftesbury Avenue) یک خیابان‌های اصلی منطقه کمدن لندن است.
این خیابان که در ناحیه وست اند لندن قرار دارد از سمت جنوب به پیکدیلی سیرکوس و از سمت شمال به خیابان آکسفورد محدود می‌شود.